# Равика
Равика или Ряховица (на гръцки: Καλλίφυτος, Калифитос, катаревуса: Καλλίφυτον, Калифитон, до 1927 година Ραβίκα, Равика) е село в Република Гърция, разположено на територията на дем Драма в област Източна Македония и Тракия.

## География
Селото е разположено на 220 m надморска височина в Драмското поле, край река Чемерика (Ксиропотамос) в южното подножие на планината Коджадаг, на около 6 километра североизточно от град Драма.

## История
В началото на XX век Равика е турско село в Драмска кааза на Османската империя. Според статистиката на Васил Кънчов („Македония. Етнография и статистика“) в 1900 година Ряховица има 1050 жители, всички турци.
След Междусъюзническата война от 1913 година селото остава в пределите на Гърция. В 1923 година по силата на Лозанския договор мюсюлманското му население е изселено в Турция и на негово място са заселени гърци бежанци от Турция. В 1928 година Равика е представено като изцяло бежанско село с 408 бежански семейства и 1676 жители общо.
В 1927 година името на селото е променено на Калифотон. Населението намалява вследствие на Втората световна и Гражданската война. През 60-те години започва усилена миграция към големите градове.
Населението произвежда тютюн, жито и други земеделски продукти, като се занимава и със скотовъдство.
| Име       | Име        | Ново име    | Ново име    | Описание                           |
| --------- | ---------- | ----------- | ----------- | ---------------------------------- |
| Карагач   | Καραγάτς   | Фтелия      | Φτελιά      | местност ЮЗ от Равика              |
| Дол Малар | Ντόλ Μαλάρ | Валтодес    | Βαλτῶδες    | местност Ю от Равика               |
| Даг тепе  | Ντάγ Τεπὲ  | Стенокорифи | Στενοκορυφή | възвишение (280,8 m), ЮИ от Равика |
| Депо      | Ντεπὸ      | Идрагогион  | Ὑδραγωγεῖον | местност С от Равика               |
| Хамбар    | ᾿Αμπὰρ     | Апотикин    | ᾿Αποθήκην   | местност С от Равика               |

| Година    | 1913 | 1920 | 1928 | 1940 | 1951 | 1961 | 1971 | 1981 | 1991 | 2001 | 2011 | 2021 |
| --------- | ---- | ---- | ---- | ---- | ---- | ---- | ---- | ---- | ---- | ---- | ---- | ---- |
| Население | 1800 | 1640 | 2670 | 3186 | 2698 | 2357 | 1780 | 1099 | 1033 | 1083 | 1282 | 1201 |

## Личности
Родени в Равика
- Сократис Димитриадис (1931 – 2008), гръцки политик
- Йоргос Караиваз (1968 – 2021), гръцки разследващ журналист